# Fiat BR.20 Cicogna
Fiat BR.20 Cicogna var ett italienskt medeltungt bombflygplan från andra världskriget.
Under spanska inbördeskriget användes planet av fascisterna och när kriget var över överlämnades de nio kvarvarande planen till Spanien.
Under andra halvan av 1940 deltog 80 stycken BR.20M i slaget om Storbritannien.
När Italien 1943 undertecknade vapenstilleståndet med de allierade fanns fortfarande 81 stycken BR.20 ute på förband. De flyttades till bombflygskolor.
Japan köpte 85 stycken BR.20 men man tyckte inte att planet var särdeles effektivt och när Mitsubishis Ki-21 började tillverkas fasades Fiat-planen snabbt ut från aktiv tjänstgöring.

## Varianter
- BR.20M: En förbättrad variant med helt omdesignad nos och med mjukare linjer. Den tillverkades i totalt 264 exemplar mellan 1940 och 1942
- BR.20C: En experimentell version med en 37 mm kanon i nosen.
- BR.20bis: Totalt omdesignad variant med bland annat helt inglasad nos och förbättrad motorstyrka. Man använde sig här av 932 kWs Fiat A.82 RC.42-motorer.